# ميرليمونت
ميرليمونت (بالفرنسية: Merlimont)‏ هي بلدية تقع في إقليم باد كاليه من منطقة نور با دو كاليه في شمال فرنسا. تبلغ مساحة هذه المدينة 21.49 (كم²)، وترتفع عن سطح البحر 7 م، يبلغ عدد سكانها 3061 نسمة حسب إحصاء المعهد الوطني للإحصاء والدراسات الاقتصادية سنة 2009 م. وترأس Jean-François Rapin البلدية خلال فترة (2001-2008).